# Conisbrough
Conisbrough är en stad i distriktet Doncaster i grevskapet South Yorkshire i England. Orten hade 11 464 invånare år 2021. Staden nämndes i Domedagsboken (Domesday Book) år 1086, och kallades då Coningesborc/Coningesburg/Cuningesburg.